# Il re pastore (Gluck)

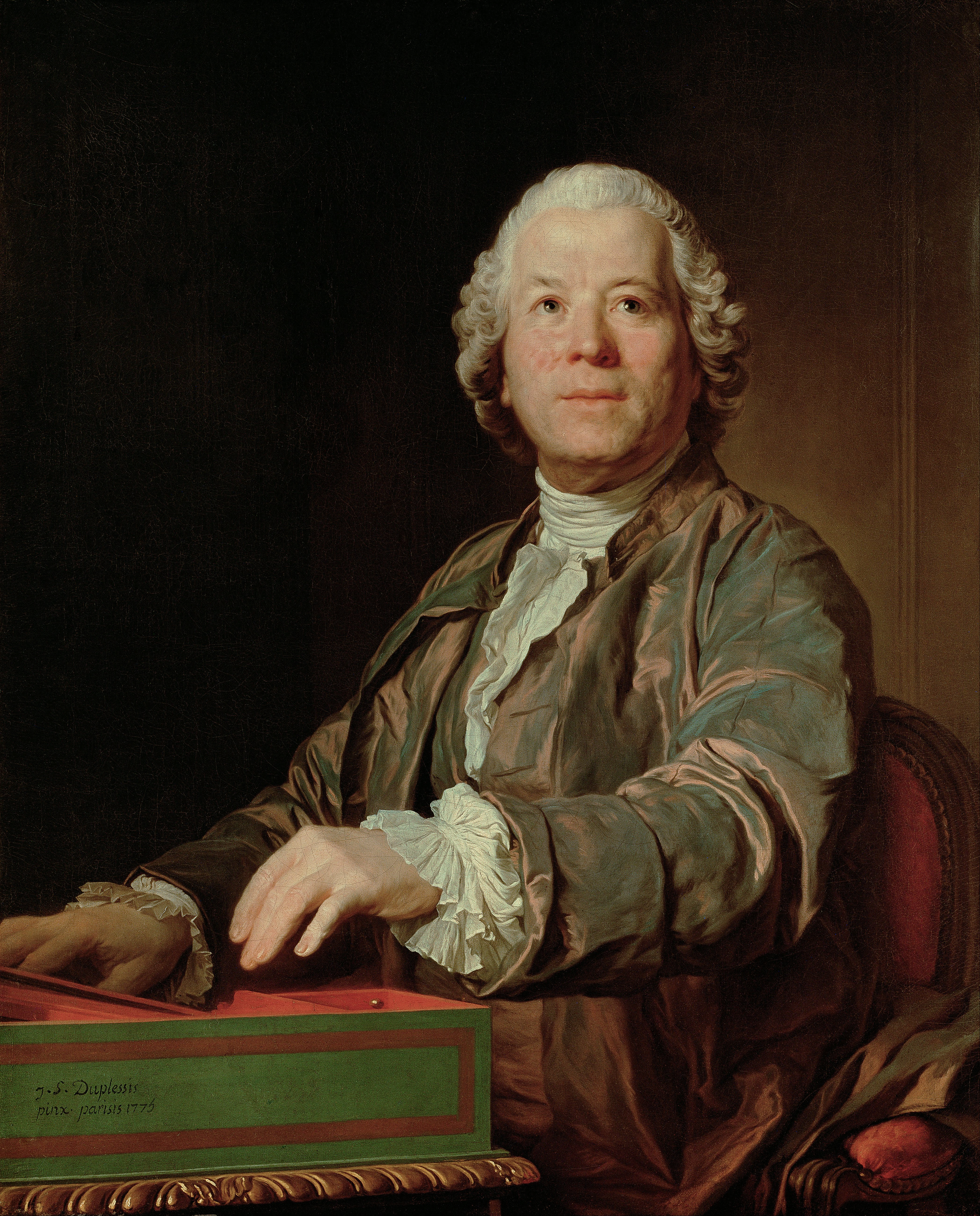
Christoph Willibald Gluck

Il re pastore (Herdekungen) är en opera (dramma per musica) i tre akter med musik av Christoph Willibald Gluck och libretto av Pietro Metastasio.

## Historia
Operan komponerades till kejsare Franz I:s födelsedag och uppfördes den 8 december 1756 på Burgtheater i Wien. Det är en opera seria med starka övertoner av pastoral idyll och bygger på en mindre händelse i Alexander den stores karriär.

## Personer
- Alessandro, Kung av Makedonien (tenor)
- Aminta, en herde och rättmätig arvinge till tronen i Sidon (soprankastrat)
- Elisa, en nymf (sopran)
- Tamiri, en tillfångatagen prinsessa (sopran)
- Agenore, en ädling från Sidon (tenor)

## Handling

### Akt I
Herden Aminta är i stånd med att gifta sig med nymfen Elisa (som är av kunglig börd). Aminta är arvinge till tronen i Sidon då tronkrävaren har begått självmord efter att ha blivit besegrad av kung Alessandro. Tamiri är dotter till tronkrävaren. Hon har flytt och göms nu av Elisa. Hon älskar ädlingen Agenore. Aminta berättar för Alessandro, som inte känner igen honom, att han är nöjd med sin lott. Amintas ödmjukhet och intelligens övertygar Alessandro att Aminta skulle bli en utmärkt kung. Aminta mottager nyheten om sitt nya öde med blandade känslor men Elisa hyser bara glädjetankar. 

### Akt II
Hovprotokollet förbjuder att Aminta och Elisa träffas. Alessandro (med de bästa av intentioner) berättar för Agenore att Tamiri kan komma att bli Amintas drottning. De fyra älskande beklagar sina öden i en utökad kvartett.

### Akt III
Efter att alla fyra huvudpersonerna har sjungit var sin aria och försökt beveka Alessandros hjärta klär Aminta än en gång ut sig till herde och förklarar sig villig att avstå alla tronanspråk. Alessandro faller till föga och kan till allas glädje lova Sidons tron till Aminta och Elisa, samt en annan kungatron till Agenore och Tamiri.